# Jörg Peter
Jörg Peter (República Democrática Alemana, 23 de octubre de 1955) es un atleta alemán retirado especializado en la prueba de 3000 m, en la que consiguió ser medallista de bronce europeo en pista cubierta en 1978.

## Carrera deportiva
En el Campeonato Europeo de Atletismo en Pista Cubierta de 1978 ganó la medalla de bronce en los 3000 metros, corriéndolos en un tiempo de 7:50.1 segundos, tras el suizo Markus Ryffel y el belga Emiel Puttemans.